# Odontopygella vitiosa
Odontopygella vitiosa är en mångfotingart som först beskrevs av Carl Graf Attems 1938.  Odontopygella vitiosa ingår i släktet Odontopygella och familjen Odontopygidae. Inga underarter finns listade i Catalogue of Life.